# ESNA
ESNA (ESNA European Higher Education News) è un'agenzia di stampa e un network giornalistico dedicati a servizi di informazione e notizie nel campo dell'istruzione superiore e della ricerca in Europa con sede a Berlino. L'agenzia si occupa di rassegne stampa e copertura giornalistica multilingue, creazione di dossier, recensioni di libri, osservazione sugli studi relativi alle politiche di ricerca, calendario delle conferenze, resoconti dettagliati, podcast, video giornalismo e traduzioni. L'obiettivo primario di ESNA è quello di evidenziare le barriere sociali ed economiche alla partecipazione, la mobilità accademica e il dialogo interculturale.

## Storia
ESNA deriva dalla rivista LETSWORK Giornale per Lavoro Studentesco (“Zeitung für studentische Arbeit” nella versione originale), un trimestrale di informazione, pubblicato a partire dal 1999 dall'agenzia di lavoro per studenti T.U.S.M.A. di Berlino.
Nel 2002, LETSWORK si è evoluto in WORK|OUT European Students' Review, pubblicata dall'associazione culturale Letswork di Berlino. La nuova rivista si occupava di pubblicare notizie nelle città universitarie in Germania, Francia, Italia, Polonia e Spagna e di organizzare conferenze ed eventi culturali in Germania e Italia. Durante il 2003, WORK|OUT usciva come allegato di Alias, settimanale di cultura del quotidiano il manifesto.Nel 2004 e 2005, WORK|OUT vince due volte in seguito il Premio Palinsesto Italia “per la struttura redazionale a network e in quanto valido esempio di distribuzione europea di un contenuto al tempo stesso informativo, identitario europeo e critico-culturale” . Nel 2006 WORK|OUT viene anche riconosciuto in Germania come “una delle migliori riviste di studenti”.
Nel 2008 il nucleo principale di WORK|OUT fonda ESNA European Higher Education News. La nuova struttura con sede a Berlino e corrispondenti europei comincia a pubblicare una rassegna stampa europea di notizie universitarie e studentesche, nonché interviste e analisi sulla politica d'educazione e della ricerca.
Dal 2014, ESNA è attivo nel campo del video giornalismo e collabora con Caucaso Factory di Bologna nella realizzazione del documentario “United Universities of Europe”.

## Contenuti
ESNA è composta da un network di giornalisti interessati al campo dell'Istruzione Superiore in Europa, indagando sviluppi ed evoluzioni del settore, organizzando conferenze ed eventi, analizzando relazioni ed interscambi tra le varie università. Si occupa inoltre di tradurre notizie dalle lingue originali all'Inglese e al Tedesco, per permettere un accesso semplificato agli articoli sull'Istruzione Superiore e la Ricerca. Tra gli argomenti trattati ci sono classifiche universitarie, reclutamento degli studenti, internazionalizzazione e ricerche nel campo dell'Istruzione Superiore. Inoltre, sistemi universitari, politiche e riforme, istruzione superiore, finanziamenti e liberalizzazione. L'area delle competenze di ESNA si estende anche alle politiche dell'UE, al Processo di Bologna, e allo sviluppo delle collaborazioni universitarie a livello dell'Unione europea.